# Salford
Salford [ˈsɔːlfəd] ist eine Stadt im Nordwesten Englands und Teil des Metropolitan County Greater Manchester.
Geschichtlich gesehen gehörte Salford zur Grafschaft Lancashire, bis 1974 das Metropolitan County Greater Manchester gegründet wurde. Die vom River Irwell durchflossene Stadt schließt sich direkt an der Großstadt Manchester an, zählt rund 73.000 Einwohner und ist die größte Siedlung im Metropolitan Borough City of Salford mit 237.000 Einwohnern.

## Geschichte
Salford bestand bereits seit dem Mittelalter und entwickelte sich schon vor der industriellen Revolution als wichtiger Handelsplatz. Von Bedeutung war der Handel mit Wolle und weiteren Textilien. Mit der Entwicklung der dampfbetriebenen Webstühle und dem damit verbundenen Aufkommen der Baumwolle wurde Salford zu einer der wichtigsten Städte am Beginn des Industriezeitalters. Salford entwickelte sich schnell zu einer eng bebauten Arbeiterstadt im Industrieraum von Manchester.
Friedrich Engels, der im neueren westlichen Teil Salfords nahe den Hafenanlagen Teilhaber der Ermen & Engels Baumwollspinnerei war, gab der Beschreibung Salfords und seiner Lebensbedingungen in Die Lage der arbeitenden Klasse in England besonders viel Raum. Dort beschrieb er Salford als noch schmutziger und ärmlicher als die Altstadtviertel des benachbarten Manchesters: „Ganz Salford ist in Höfen oder schmalen Gassen gebaut, die so eng sind, daß sie mich an die engsten erinnerten, die ich gesehen habe, nämlich an die schmalen Gäßchen von Genua. In dieser Beziehung ist die durchschnittliche Bauart von Salford noch bedeutend schlechter als die von Manchester, und ebenso ist es mit der Reinlichkeit.“ Die Beschreibung dieser Slums, die Salford prägten, betrafen vor allem die nordöstlichen Gebiete gegenüber der Altstadt von Manchester. Im Laufe des 19. Jahrhunderts wurde auch der Südwesten zunehmend bebaut, wobei die Lebensbedingungen in den neuen Siedlungen nur geringfügig besser waren.

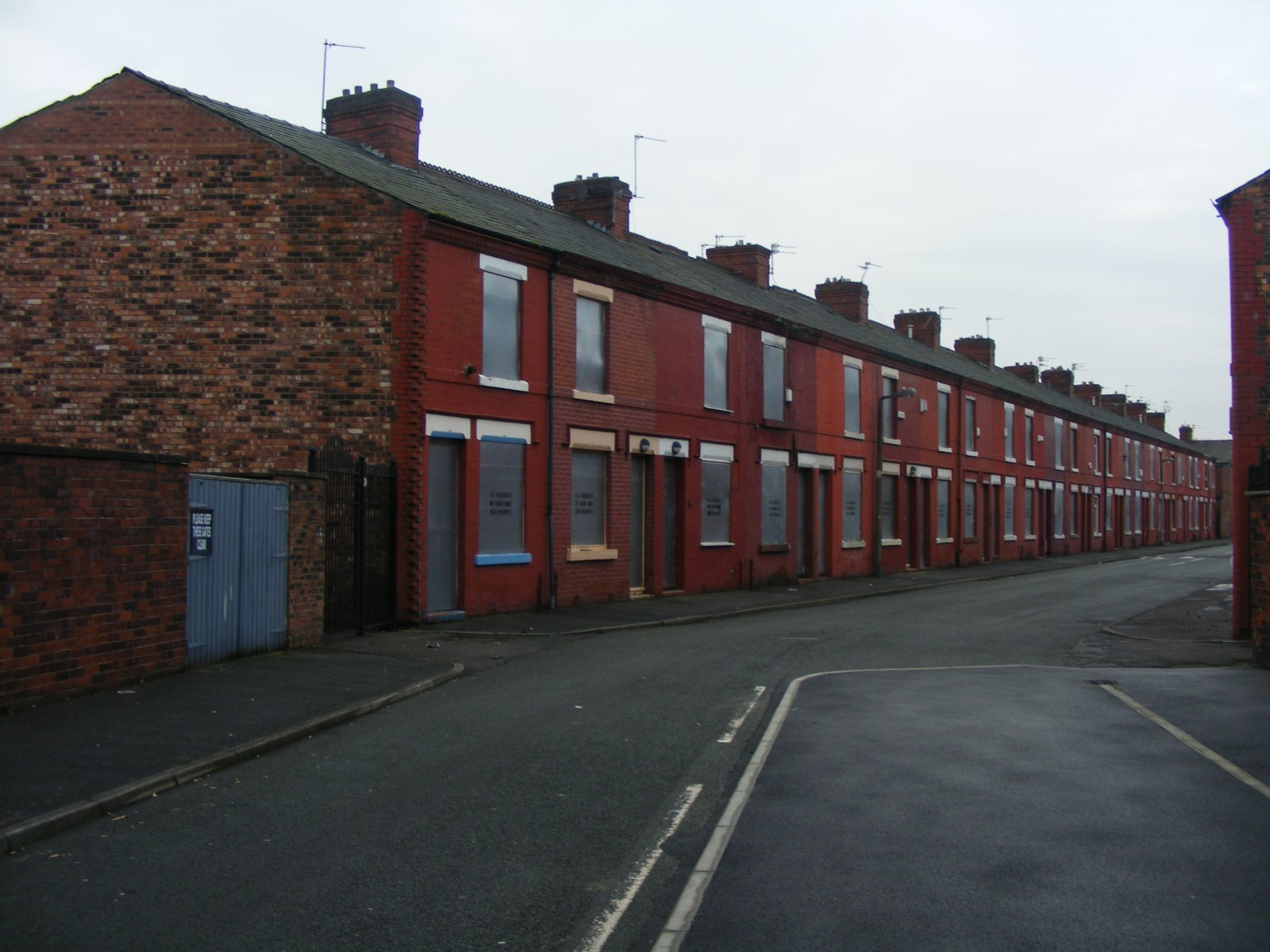
Verlassene Gebäude einer inzwischen abgerissenen Arbeitersiedlung aus dem 19. Jahrhundert

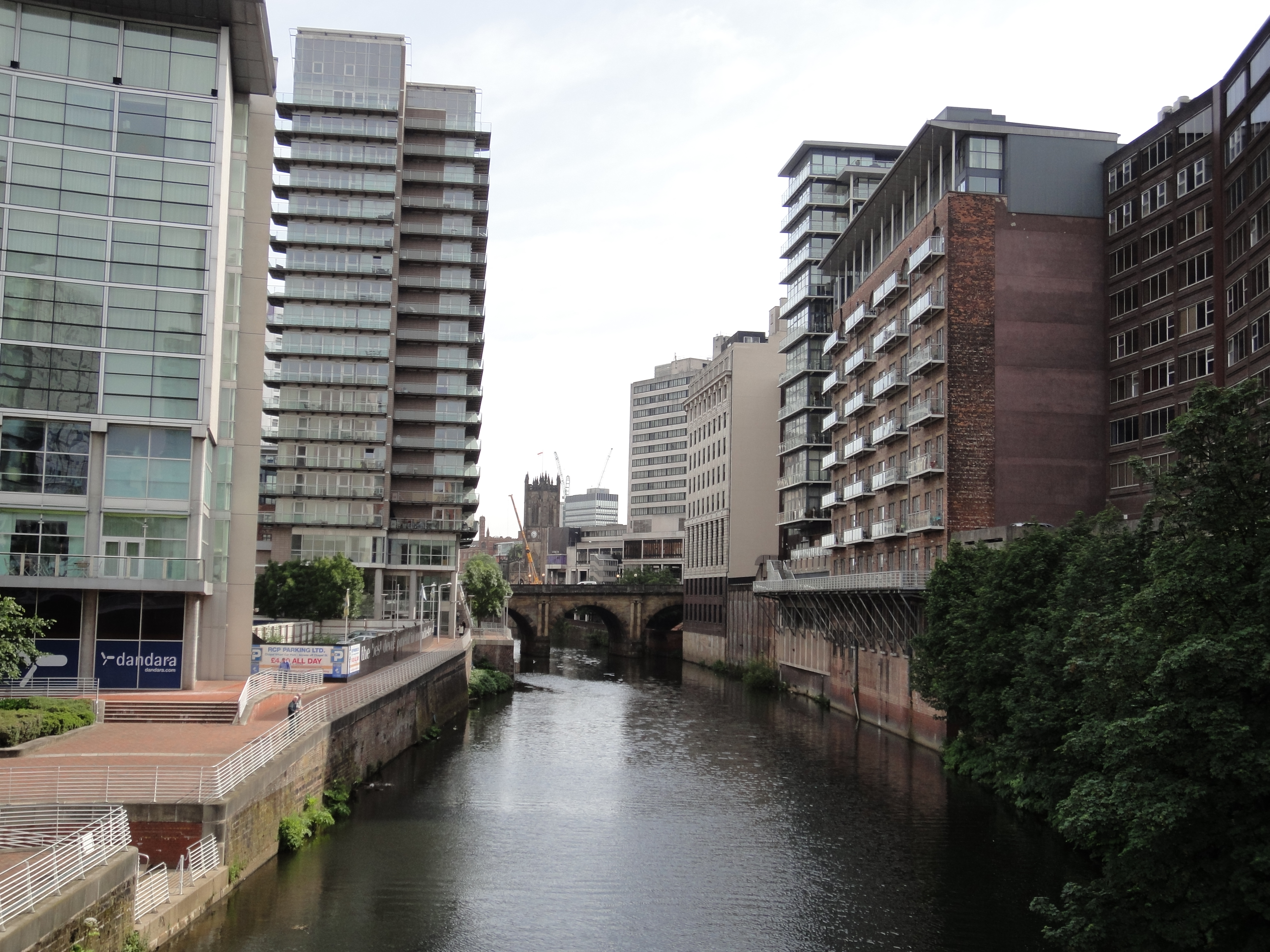
Die Innenstädte von Salford (links) und Manchester (rechts) am River Irwell

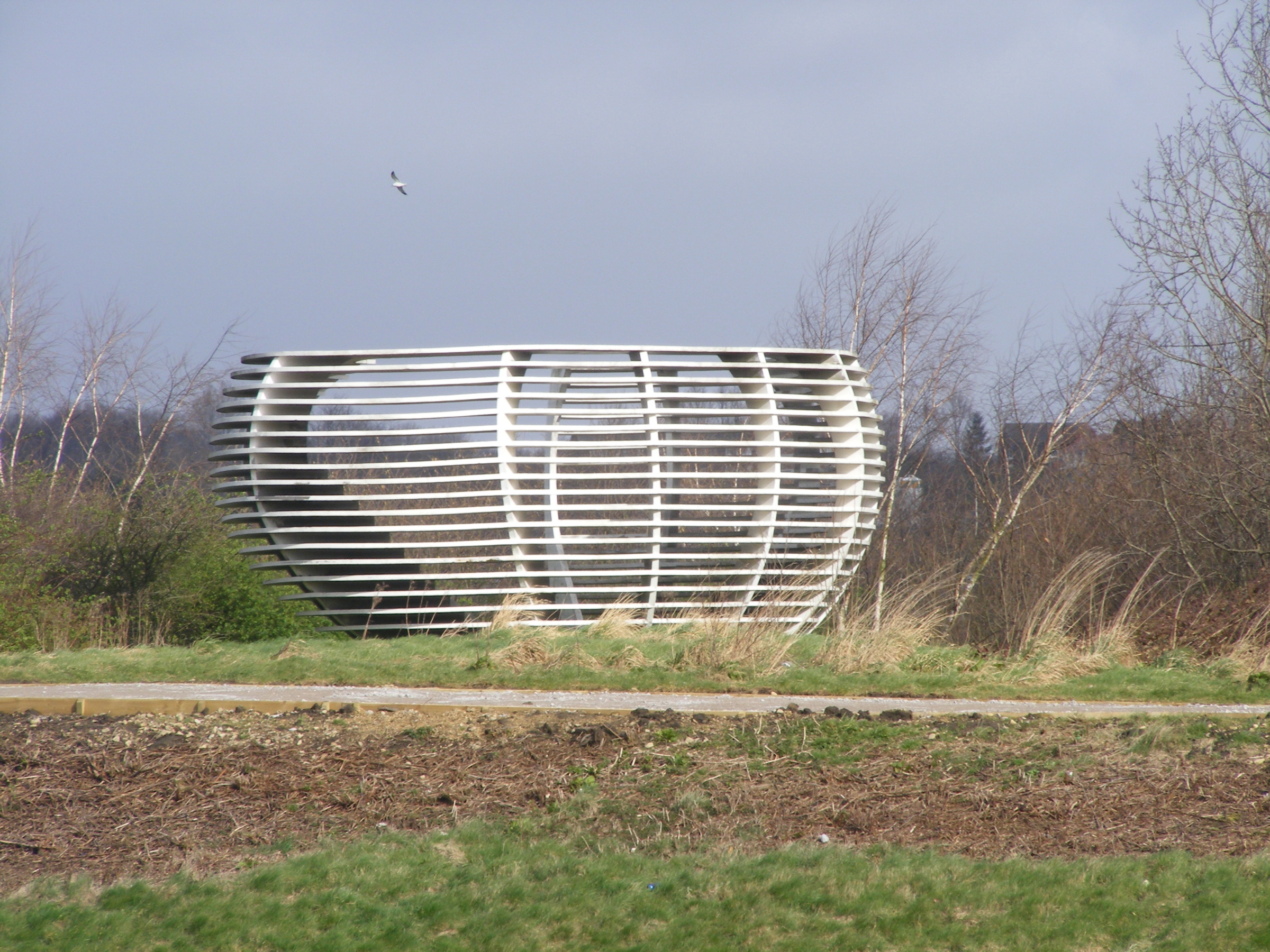
Skulptur „Arena“ (2002) von Rita McBride auf dem Irwell Sculpture Trail

Die Deindustrialisierung Großbritanniens, dessen industrielles Zentrum einst in der Gegend um Greater Manchester lag, hat auch in Salford Auswirkungen hinterlassen und zu Umstrukturierungen geführt. Die Schließung der Hafenanlagen 1982 wurde Jahre später mit dem Beginn einer der ersten und größten urbanen Umstrukturierungsmaßnahmen beantwortet, die einen grundlegenden Wandel Salfords herbeiführten. In den ehemaligen Hafenanlagen, heute Salford Quays, sind neue moderne Wohngebiete und Kultureinrichtungen entstanden. Zu den wichtigsten Einrichtungen der Salford Quays gehören der Theater- und Veranstaltungskomplex Lowry Centre wie auch das 2011 eröffnete MediaCityUK, der neueste Standort der BBC. Die alten Wohnsiedlungen Salfords sind in vereinzelten Gebieten noch immer von Zerfall gezeichnet, während Neubausiedlungen, Grünanlagen und Einkaufs- wie Freizeiteinrichtungen das Stadtbild zunehmend modernisieren. Die Arbeitslosenquote ist leicht überdurchschnittlich. Salford war eines der Zentren der Unruhen in England 2011.

## Bildung und Kultur
- Die University of Salford mit 21.500 Studenten (2019/2020) ging 1967 aus den Nachfolgern des Salford Working Men’s College (gegründet 1858) und des Pendleton Mechanics Institute (gegründet 1850) hervor.
- Daneben haben sich 2009 eine Reihe von Colleges in der Stadt zum Salford City College zusammengeschlossen.
- Von großer Bedeutung für die Popkultur Nordwestenglands war und ist zudem der Salford Lads Club, ein Freizeitclub für Jugendliche, in dem unter anderem Bands wie The Hollies und Oasis ihre Anfänge nahmen.
- Mit der Working Class Movement Library befindet sich zudem eine der weltweit größten Sammlungen an gedrucktem Material zur Geschichte der Arbeiterbewegung in Salford.
- Der heute noch populäre Song Dirty Old Town von Ewan MacColl war ursprünglich eine Hommage des Texters an seine Heimatstadt Salford.
- Salford diente als Vorbild für die fiktive Industriestadt Weatherfield, in der die erfolgreiche britische Seifenoper Coronation Street spielt.
- Die Salford Quays sind Ausgangspunkt für den Irwell Sculpture Trail, das größte öffentliche Kunstprojekt in England. Auf einem Fußweg von 48 km Länge nach Rossendale und hinauf zu den Pennines oberhalb von Bacup kann man 28 Kunstwerke nationaler und internationaler Künstler erleben.
- Salford ist eine Partnerstadt der deutschen Stadt Lünen in Nordrhein-Westfalen.

## Film
- East is East (1999): Der Film spielt 1971 in Salford.
- Bitterer Honig (1961): Der Film spielt in Salford um 1950.

## Religion
Die Industrialisierung brachte viele irischstämmige Arbeiterfamilien in die Region. Salford ist seit 1850 Sitz des römisch-katholischen Bistums Salford. Die neugotische Kathedrale St. John wurde 1844–1848 erbaut.

## Verkehr
Salford liegt im Verkehrsverbund von Greater Manchester (Greater Manchester Passenger Transport Executive, GMPTE).
- Neben diversen Bussen durchqueren die Linien 3 und 7 der Straßenbahn Manchester Salford.
- Zudem verfügt die Stadt über zwei Bahnhöfe:
  - Salford Central, der neben Salford auch die nördliche Innenstadt Manchesters bedient, verfügt über Verbindungen nach Manchester Victoria, ins nördliche Umland und gelegentlich nach Liverpool und Yorkshire.
  - Salford Crescent, hier fahren unter anderem Züge in Richtung Manchester Piccadilly, Preston bis hin nach Schottland ab.

## Persönlichkeiten
- Phil Bardsley (* 1985), Fußballspieler
- Charles Kingsley Barrett (1917–2011), Bibelwissenschaftler und methodistischer Geistlicher
- Hazel Blears (* 1956), Politikerin
- John Borg (* 1980), Fußballspieler
- David Bowker (1922–2020), Regattasegler
- Elkie Brooks (* 1945), Sängerin
- Tim Burgess (* 1968, nach anderen Quellen 1967), Sänger der Band The Charlatans
- David Constantine (* 1944), Schriftsteller und Übersetzer
- Allan Clarke (* 1942), Sänger
- Frank Clempson (1930–1970), Fußballspieler
- Peter Maxwell Davies (1934–2016), Komponist
- Shelagh Delaney (1938–2011), Schriftstellerin
- Terry Eagleton (* 1943), Literaturtheoretiker
- Christopher Eccleston (* 1964), Schauspieler
- Albert Finney (1936–2019), Schauspieler
- Geff Harrison (* 1947 oder 1948), Musiker und Produzent
- Dave Hickson (1929–2013), Fußballspieler
- Peter Hook (* 1956), Bassist der Band New Order
- James Prescott Joule (1818–1889), Physiker
- Dean Kiely (* 1970), Fußballspieler
- Andrew Knott (* 1979), Schauspieler
- Cyril Lawrence (1920–2020), Fußballspieler
- Mike Leigh (* 1943), Filmregisseur
- L. S. Lowry (1887–1976), Maler
- Ewan MacColl (1915–1989), Dichter, Schauspieler und Musiker
- James McAtee (* 2002), Fußballspieler
- Michael McKinnell (1935–2020), britisch-US-amerikanischer Architekt
- Tom McNulty (1929–1979), Fußballspieler
- Paul Medati (1944–2008), Snooker- und Poolbillardspieler
- Joseph Morewood (1757–1841), Kaufmann und Stiftungsgründer
- Sinéad Moynihan (* 1982), Schauspielerin und Model
- Brian Naylor (1923–1989), Autorennfahrer
- Maxi Oyedele (* 2004), polnisch-englischer Fußballspieler
- Stan Pearson (1919–1997), Fußballspieler und -trainer
- Robert Powell (* 1944), Filmschauspieler
- David Quinn (* 1959), Vogelillustrator
- Stan Robinson (1936–2017), Jazzmusiker
- Roy Saunders (1930–2009), Fußballspieler
- Paul Scholes (* 1974), Fußballspieler
- Danny Simpson (* 1987), Fußballspieler
- Mark E. Smith (1957–2018), Sänger der englischen Post Punk-Band The Fall
- Bernard Sumner (* 1956), Sänger, Gitarrist und Keyboarder der Band New Order
- Gary Titley (* 1950), Politiker
- Catherine Tyldesley (* 1983), Schauspielerin
- Mike Walker (* 1962), Jazzgitarrist
- Edward Watkin (1819–1901), Manager und Politiker (Liberal Party)
- Russell Watson (* 1966), Sänger, Tenor (The Voice)
- William Webb Ellis (1806–1872), angeblicher Erfinder des Rugby
- Roy Williams (* 1937), Jazzmusiker
- Tony Wilson (1950–2007), Musikmanager und Fernsehjournalist